# Kabushiki gaisha
Kabushiki gaisha (株式会社, souvent traduit par « société par actions »), ou kabushiki kaisha, est une forme juridique de société définie par la loi japonaise.
La prononciation japonaise du terme est kabushiki gaisha, même si on trouve aussi, de façon erronée, kabushiki kaisha (abrégé en KK)[réf. nécessaire] en rōmaji, sans tenir compte du rendaku.